# Václav Rys
Václav Rys (* 20. května 1942 Doksy) je bývalý český fotbalista a trenér. Věnoval se také komunální politice.

## Hráčská kariéra
Nastupoval za Dynamo Doksy a Spartak Ústí nad Labem.

## Trenérská kariéra
Po skončení hráčské kariéry se stal trenérem, v roce 1974 začal trénovat dorostence Spartaku Ústí nad Labem. V sezoně 1986/87 vedl prvoligovou Škodu Plzeň. Vedl také menší kluby a věnoval se výchově mládeže.
- 1984/85 (2. liga) – TJ Vagónka Česká Lípa
- 1985/86 (2. liga) – TJ Vagónka Česká Lípa
- 1986/87 (1. liga) – TJ Škoda Plzeň
- 1987/88 (2. liga) – TJ Škoda Plzeň (1.–7. kolo, do 30. září 1987), TJ Spartak nad Labem (13.–15. kolo, 16.11.1987 – 01.02.1988)
- 1988/89 (2. liga) – TJ Spartak nad Labem
- 2002/03 (4. liga) – MFK Ústí nad Labem, postup[6]
- 2003/04 (3. liga) – MFK Ústí nad Labem, postup[6]
- 2005/06 (2. liga) – MFK Ústí nad Labem (30. kolo), společně se Svatoplukem Habancem (studoval trenérskou licenci)
- 2006/07 (2. liga) – FK Ústí nad Labem, společně se Svatoplukem Habancem (studoval trenérskou licenci)